# Campeonato Paranaense 1983
In 1983 werd het 69ste Campeonato Paranaense gespeeld voor voetbalclubs uit de Braziliaanse staat Paraná. De competitie werd gespeeld van 5 juni tot 18 december en werd georganiseerd door de Federação Paranaense de Futebol. De competitie werd verdeeld over twee toernooien en één finalegroep. Atlético Paranaense werd kampioen.

## Eerste toernooi

### Eerste fase
| Plaats | Club                 | Wed. | W | G | V | Saldo | Ptn. |
| ------ | -------------------- | ---- | - | - | - | ----- | ---- |
| 1.     | Atlético Paranaense  | 11   | 8 | 2 | 1 | 18:8  | 18   |
| 2.     | Grêmio Maringá       | 11   | 6 | 3 | 2 | 13:8  | 15   |
| 3.     | Colorado             | 11   | 6 | 3 | 2 | 12:7  | 15   |
| 4.     | Coritiba             | 11   | 6 | 2 | 3 | 19:8  | 14   |
| 5.     | Londrina             | 11   | 3 | 5 | 3 | 6:5   | 11   |
| 6.     | União Bandeirante    | 11   | 3 | 5 | 3 | 8:8   | 11   |
| 7.     | Pinheiros            | 11   | 2 | 7 | 2 | 7:6   | 11   |
| 8.     | Pato Branco          | 11   | 2 | 6 | 3 | 7:10  | 10   |
| 9.     | Operário Ferroviário | 11   | 2 | 3 | 6 | 7:13  | 7    |
| 10.    | Matsubara            | 11   | 1 | 5 | 5 | 5:10  | 7    |
| 11.    | Toledo FC            | 11   | 1 | 5 | 5 | 9:15  | 7    |
| 12.    | Cascavel             | 11   | 1 | 4 | 6 | 7:20  | 6    |

|  | Gekwalificeerd voor tweede fase |

### Tweede fase
Atlétio Paranaense kreeg één bonuspunt omdat het de eerste ronde gewonnen had.
| Plaats | Club                | Wed. | W | G | V | Saldo | Ptn. |
| ------ | ------------------- | ---- | - | - | - | ----- | ---- |
| 1.     | Coritiba            | 6    | 4 | 1 | 1 | 5:1   | 9    |
| 2.     | Colorado            | 6    | 3 | 1 | 2 | 4:3   | 7    |
| 3.     | Grêmio Maringá      | 6    | 3 | 0 | 3 | 5:5   | 6    |
| 4.     | Atlético Paranaense | 6    | 1 | 0 | 5 | 4:9   | 3    |

|  | Winnaar eerste toernooi, krijgt 1 bonuspunt voor finalegroep |

### Herkwalificatie
De acht clubs die zich niet voor de finaleronde plaatsten gingen naar de herkwalificatie, waarvan de winnaar naar de finalegroep mag.

#### Groep A
| Plaats | Club                 | Wed. | W | G | V | Saldo | Ptn. |
| ------ | -------------------- | ---- | - | - | - | ----- | ---- |
| 1.     | Toledo FC            | 6    | 3 | 2 | 1 | 9:6   | 8    |
| 2.     | Pinheiros            | 6    | 2 | 2 | 2 | 5:4   | 6    |
| 3.     | Londrina             | 6    | 1 | 4 | 1 | 4:5   | 6    |
| 4.     | Operário Ferroviário | 6    | 1 | 2 | 3 | 6:9   | 4    |

#### Groep B
| Plaats | Club              | Wed. | W | G | V | Saldo | Ptn. |
| ------ | ----------------- | ---- | - | - | - | ----- | ---- |
| 1.     | União Bandeirante | 6    | 3 | 3 | 0 | 13:3  | 9    |
| 2.     | Matsubara         | 6    | 1 | 5 | 0 | 6:4   | 7    |
| 3.     | Pato Branco       | 6    | 1 | 3 | 2 | 3:8   | 5    |
| 4.     | Cascavel          | 6    | 0 | 3 | 3 | 3:10  | 3    |

#### Finale
De winnaar kwalificeert zich voor de finalegroep.
|                  |                   |       |           |  |
| 21 augustus Heen | União Bandeirante | 2 – 0 | Toledo FC |  |
| 21 augustus Heen |                   |       |           |  |

|                   |           |       |                   |  |
| 25 augustus Terug | Toledo FC | 2 – 1 | União Bandeirante |  |
| 25 augustus Terug |           |       |                   |  |

## Tweede toernooi

### Eerste fase
| Plaats | Club                 | Wed. | W | G | V | Saldo | Ptn. |
| ------ | -------------------- | ---- | - | - | - | ----- | ---- |
| 1.     | Colorado             | 11   | 6 | 3 | 2 | 12:7  | 15   |
| 2.     | Londrina             | 11   | 5 | 4 | 2 | 12:6  | 14   |
| 3.     | Atlético Paranaense  | 11   | 6 | 1 | 4 | 12:8  | 13   |
| 4.     | Toledo FC            | 11   | 5 | 3 | 3 | 8:5   | 13   |
| 5.     | Pinheiros            | 11   | 5 | 3 | 3 | 8:7   | 13   |
| 6.     | Cascavel             | 11   | 3 | 6 | 2 | 11:10 | 12   |
| 7.     | Coritiba             | 11   | 4 | 3 | 4 | 14:11 | 11   |
| 8.     | Matsubara            | 11   | 4 | 2 | 5 | 6:11  | 10   |
| 9.     | Pato Branco          | 11   | 2 | 5 | 4 | 6:9   | 9    |
| 10.    | Grêmio Maringá       | 11   | 1 | 6 | 4 | 7:10  | 8    |
| 11.    | Operário Ferroviário | 11   | 1 | 5 | 5 | 6:10  | 7    |
| 12.    | União Bandeirante    | 11   | 1 | 5 | 5 | 3:11  | 7    |

|  | Gekwalificeerd voor tweede fase |

### Tweede fase
Colorado kreeg één bonuspunt omdat het de eerste ronde gewonnen had.
| Plaats | Club                | Wed. | W | G | V | Saldo | Ptn. |
| ------ | ------------------- | ---- | - | - | - | ----- | ---- |
| 1.     | Londrina            | 6    | 3 | 2 | 1 | 5:2   | 8    |
| 2.     | Atlético Paranaense | 6    | 2 | 2 | 2 | 8:7   | 6    |
| 3.     | Toledo FC           | 6    | 2 | 2 | 2 | 4:5   | 6    |
| 4.     | Colorado            | 6    | 0 | 4 | 2 | 3:6   | 5    |

|  | Winnaar eerste toernooi, krijgt 1 bonuspunt voor finaleronde |

### Herkwalificatie
De acht clubs die zich niet voor de finaleronde plaatsten gingen naar de herkwalificatie, waarvan de winnaar naar de finalegroep mag.

#### Groep A
| Plaats | Club                 | Wed. | W | G | V | Saldo | Ptn. |
| ------ | -------------------- | ---- | - | - | - | ----- | ---- |
| 1.     | Pinheiros            | 6    | 3 | 3 | 0 | 8:3   | 9    |
| 2.     | Pato Branco          | 6    | 1 | 5 | 0 | 3:7   | 7    |
| 3.     | Coritiba             | 6    | 2 | 2 | 2 | 7:7   | 6    |
| 4.     | Operário Ferroviário | 6    | 0 | 2 | 4 | 4:10  | 2    |

#### Groep B
| Plaats | Club              | Wed. | W | G | V | Saldo | Ptn. |
| ------ | ----------------- | ---- | - | - | - | ----- | ---- |
| 1.     | União Bandeirante | 6    | 3 | 3 | 0 | 5:2   | 9    |
| 2.     | Grêmio Maringá    | 6    | 2 | 3 | 1 | 5:4   | 7    |
| 3.     | Cascavel          | 5    | 1 | 1 | 3 | 4:6   | 3    |
| 4.     | Matsubara         | 5    | 0 | 3 | 2 | 2:4   | 3    |

#### Finale
De winnaar kwalificeert zich voor de finalegroep.
|                  |           |       |                   |  |
| 29 november Heen | Pinheiros | 0 – 0 | União Bandeirante |  |
| 29 november Heen |           |       |                   |  |

|                   |                   |       |           |  |
| 13 november Terug | União Bandeirante | 2 – 1 | Pinheiros |  |
| 13 november Terug |                   |       |           |  |
| 13 november Terug | Strafschoppen     |       |           |  |
| 13 november Terug | 5 - 4             |       |           |  |

## Totaalstand
| Plaats | Club                 | Wed. | W  | G  | V  | Saldo | Ptn. |
| ------ | -------------------- | ---- | -- | -- | -- | ----- | ---- |
| 1.     | Atlético Paranaense  | 22   | 14 | 3  | 5  | 30:16 | 31   |
| 2.     | Colorado             | 22   | 12 | 6  | 4  | 24:14 | 30   |
| 3.     | Coritiba             | 22   | 10 | 5  | 7  | 33:19 | 25   |
| 4.     | Londrina             | 22   | 8  | 9  | 5  | 18:11 | 25   |
| 5.     | Pinheiros            | 22   | 7  | 10 | 5  | 15:13 | 24   |
| 6.     | Grêmio Maringá       | 22   | 7  | 9  | 6  | 20:18 | 23   |
| 7.     | Toledo FC            | 22   | 6  | 8  | 8  | 17:20 | 20   |
| 8.     | Pato Branco          | 22   | 4  | 11 | 7  | 13:19 | 19   |
| 9.     | União Bandeirante    | 22   | 4  | 10 | 8  | 11:19 | 18   |
| 10.    | Cascavel             | 22   | 4  | 10 | 8  | 18:30 | 18   |
| 11.    | Matsubara            | 22   | 5  | 7  | 10 | 11:21 | 17   |
| 12.    | Operário Ferroviário | 22   | 3  | 8  | 11 | 13:23 | 14   |

|  | Winnaar eerste toernooi, krijgt 1 bonuspunt voor finaleronde |
|  | Best geklasseerde niet winnaar                               |
|  | Gekwalificeerd voor finaleronde via herkwalificatie          |
|  | Degradatie                                                   |

## Finalegroep
Coritiba en Londrina hadden elk één bonuspunt uit de vorige toernooien. 
| Plaats | Club                | Wed. | W | G | V | Saldo | Ptn. |
| ------ | ------------------- | ---- | - | - | - | ----- | ---- |
| 1.     | Atlético Paranaense | 6    | 3 | 2 | 1 | 4:2   | 8    |
| 2.     | Coritiba            | 6    | 2 | 3 | 1 | 4:3   | 8    |
| 3.     | Londrina            | 6    | 2 | 1 | 3 | 2:5   | 6    |
| 4.     | União Bandeirante   | 6    | 1 | 2 | 3 | 4:4   | 4    |

|  | Gekwalificeerd voor finale |

### Finale
|                  |                     |       |          |  |
| 14 december Heen | Atlético Paranaense | 1 – 0 | Coritiba |  |
| 14 december Heen |                     |       |          |  |

|                   |          |       |                     |  |
| 18 december Terug | Coritiba | 1 – 1 | Atlético Paranaense |  |
| 18 december Terug |          |       |                     |  |

## Kampioen
| Campeonato Paranaense de 1983            |
| Paraná                                   |
| ---------------------------------------- |
| ATLÉTICO PARANAENSE Kampioen (13° titel) |